# Снитко Сергій Миколайович
Сергій Снитко (нар. 31 березня 1975, Керч) — український футболіст, півзахисник.
Насамперед відомий виступами за клуби Сумщини та «Чорноморець» (Новоросійськ), а також національну збірну України.

## Клубна кар'єра
У дорослому футболі дебютував 1992 року виступами за команду клубу «Войковець» (Керч), в якій провів два сезони, взявши участь у 51 матчі чемпіонату.
Своєю грою за цю команду привернув увагу представників тренерського штабу клубу «Явір» (Краснопілля), до складу якого приєднався 1994 року. Відіграв за команду з Сумщини наступні три сезони своєї ігрової кар'єри. Більшість часу, проведеного у складі «Явора», був основним гравцем команди.
1997 року перебрався до Росії, протягом 1997–1999 років захищав кольори команди ярославського клубу «Шинник».
2000 року уклав контракт з клубом «Чорноморець» (Новоросійськ), у складі якого провів наступні три роки своєї кар'єри гравця. Граючи у складі новоросійського «Чорноморця» також здебільшого виходив на поле в основному складі команди.
Згодом з 2003 по 2009 рік грав у складі команд клубів «Кубань», «Таврія» та «Нафтовик-Укрнафта».
Оголосив про завершення професійної ігрової кар'єри у луцькій «Волині», за яку виступав протягом 2009–2010 років. Однак рік потому знову повернувся до професійного футболу, приставши на пропозицію ФК «Суми», кольори якого і захищав протягом наступних двох сезонів.

## Виступи за збірну
2001 року дебютував в офіційних матчах у складі національної збірної України. Протягом кар'єри у національній команді, яка тривала усього 1 рік, провів у формі головної команди країни 2 матчі.